# ニコニコ堂

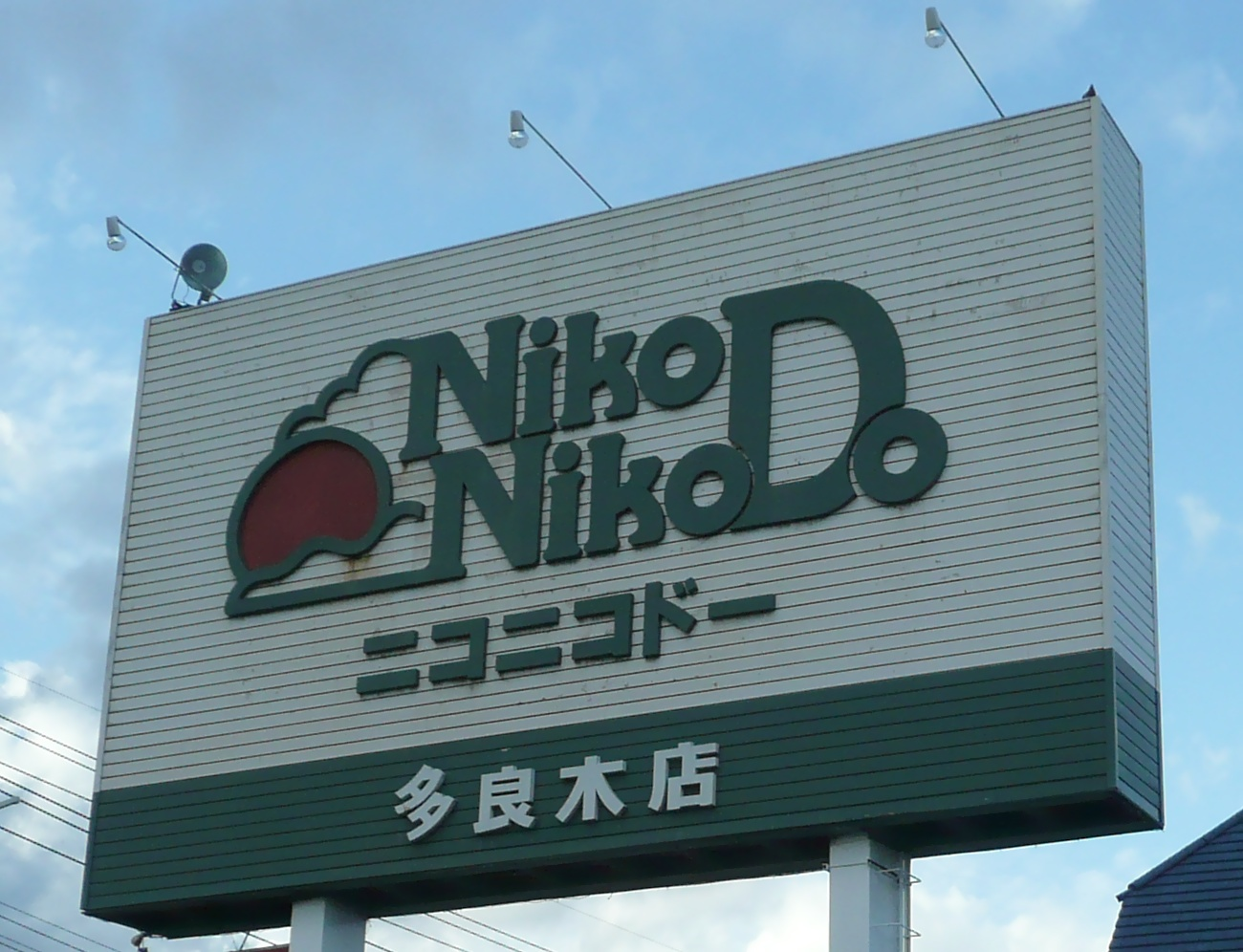
ロゴマーク入りの看板
（多良木店、現：ゆめマート）

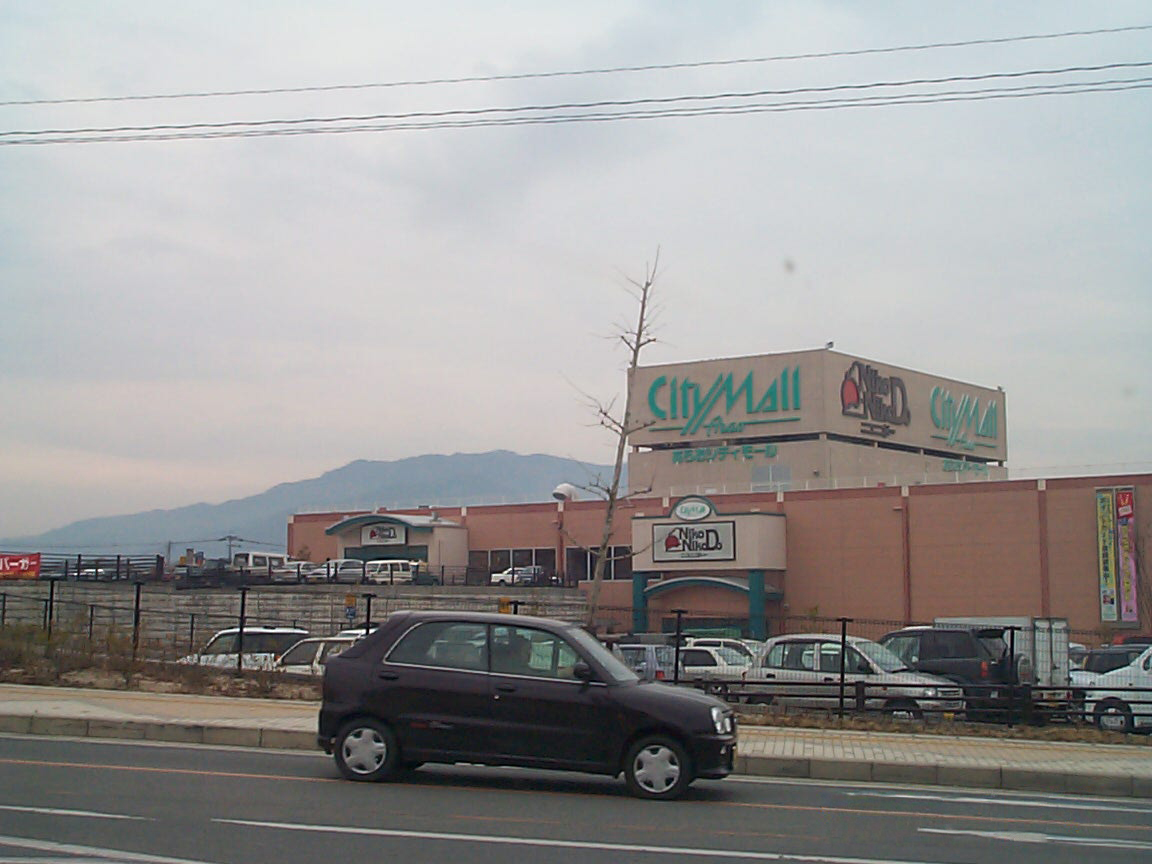
ニコニコドー店舗外観
（荒尾市のあらおシティモール内の店舗）

株式会社ニコニコ堂（ニコニコどう、英称：NikoNikoDo Co.,Ltd.）は、かつて熊本県に存在した企業。
熊本中心に展開していたスーパーマーケットチェーンであり、総合スーパーと食品スーパーの他、ディスカウントストアや専門店（書店や家電量販店）なども出店していた。
また、パチンコ店もチェーン展開し、売上高の約4分の1近くを占めた時期もあった。

## 概要
中国福建省出身の両親のもとで日本で生まれた林康治が、1950年（昭和25年）に熊本市河原町で、「林康治商店」としてセーターの卸業を行ったのが始まりである。
1958年（昭和33年）に火災に遭い、同年9月にセンイセンター街でニコニコ堂として営業を再開した。
1960年（昭和35年）11月には株式会社ニコニコ堂を設立して小売業に参入し、熊本では初めてセルフサービスを導入した「衣料品スーパー」を、熊本市上通りに開業した。
百貨店法の規制下の時代には、売場面積1,500m2以下の店舗を出店し、その後の商調協の規制下でチェーン展開を進めるために規制対象外となる売場面積300m2以下の小型店を出店し、熊本市を中心とする地域に集中出店するドミナント戦略を推し進めて1970年代に急速な成長を実現した。
また、1984年（昭和59年）6月に「フレッシュシステムズ」と共同出資で「フレッシュニコニコドー（株）」を設立し、同年10月に生鮮食品から日用雑貨、衣類などを扱う会員制宅配式無店舗販売事業を開始した。
その後、1990年代には大型店14店を出店するなど、店舗の大型化を図ったが、そのうち過半の9店舗を熊本県内に出店しており、地元でのドミナント戦略は継続していた。
1994年（平成6年）12月21日に福岡証券取引所に上場し、華僑が経営する企業としては日清食品とロンシャンに続く3社目の上場となった。
その後、1997年（平成9年）2月25日に大証2部にも上場した。
しかし、中国事業の不振などで1998年（平成10年）3月期に約25億円の連結最終赤字を計上するなど業績が悪化。
再建策として、既存店の活性化を目指して食品ディスカウントストア「スーパーバリュー」への業態転換を進めたり、1999年（平成11年）に中国事業から撤退したり、希望退職を募集して人員削減を実施し、2000年（平成12年）には創業家の林瑞栄社長が退任した。後任の社長としてトリアス社長の平山敞が就任することになった。
2002年（平成14年）4月9日に、連結負債総額約1070億円を抱えて、民事再生法適用を申請して事実上倒産。
業務提携を行っていた大手スーパーのダイエーは、民事再生法の適用申請を受け、提携解消の方針を発表。
その関係もあり、民事再生手続においては、広島市に本拠を置く同業のイズミをスポンサーに選定。
それに伴い、大型店4店舗をイズミの子会社であるゆめタウン熊本（元々山口県のSCゆめタウン長府の運営会社「長府商業開発」が改称したもの）に営業譲渡し、同社が賃料を当社に支払う形で債権の弁済資金の一部を確保。
2003年（平成15年）7月に当社と共同出資でに「株式会社ゆうあいマート」（現：ゆめマート熊本）を設立し、食品スーパーの営業を継承して「ニコニコドー」の店名で継続。
同社の利益と「ゆめタウン熊本」からの賃料と合わせて債務を返済し、再建を目指すことになった。
以後はそれらの店舗の不動産管理業を営んでいたが、2007年（平成19年）2月25日付でゆめタウン熊本に吸収合併され、解散。翌年の2008年（平成20年）9月に「ゆめタウン熊本」も「イズミ」本体に吸収合併され、法人格が消滅することになった。
そして、2010年（平成22年）3月に最後まで「ニコニコドー」の店名で営業を継続していた松島店が「ゆめマート松島店」へ店名を変更し、ニコニコ堂が完全に消滅した。

## 沿革
- 1950年（昭和25年） - 熊本市河原町で[6]「林康治商店」を創業[12]。
- 1958年（昭和33年）9月 - 熊本市センイセンター街でニコニコ堂として営業を再開[6]。
- 1960年（昭和35年）
  - 11月8日 - 会社設立[8]。
  - 11月10日[36] - 熊本市上通りに[18]「衣料品スーパー」を開店[17]。
- 1984年（昭和59年）
  - 6月 - 「フレッシュシステムズ」と共同出資で「フレッシュニコニコドー（株）」を設立[22]。
  - 10月 - 「フレッシュニコニコドー（株）」が会員制宅配式無店舗販売事業を開始[22]。
- 1985年（昭和60年）
  - 4月 - オンライン受発注を開始[37]
  - 9月 - ビックウェアなど3子会社を吸収合併[38]。
- 1986年（昭和61年）11月 - CGCに加盟[39]。
- 1987年（昭和62年） - 女子陸上競技部を開設[24]
- 1989年（平成元年）7月 - ベスト電器とのフランチャイズ契約を解消し、上新電機とフランチャイズ契約[40]。
- 1994年（平成6年）12月21日 - 福岡証券取引所に上場[2][3]。
- 1995年（平成7年）
  - 9月 - 北京総合物流センターを開設[41]
  - 10月21日 - JCBと提携し、クレジットカード・スマイルカードの発行を開始[42]。国内信販と提携し、クレジットカード・スマイルKCカードの発行を開始[43]。
- 1997年（平成9年）
  - 2月25日 -  大証2部に上場[5]
  - 6月15日 -  中華人民共和国・桂林市に「桂林微笑堂商厦」を開業[44][45]。
- 1999年（平成11年） - 中国事業から撤退[27]。
- 2000年（平成12年）
  - 10月 - 上新電機との提携を解消[46]。
  - 12月 - ダイエーと業務提携。
- 2002年（平成14年）
  - 4月9日 - 連結負債総額約1070億円を抱えて、民事再生手続の適用を申請[30]。
  - 6月11日 - ダイエーとの業務提携を解消。
  - 7月1日 - すずかけ台店、下南部店、渡瀬店、八幡店を閉鎖、再生手続開始後10店目。
  - 7月8日 - イズミと業務・資本提携からの50億の資金援助と熊本の3店舗、佐賀の鳥栖、計4店舗の譲渡を発表。
- 2003年（平成15年）
  - 4月17日 - 中小型店を運営する新会社「株式会社ゆうあいマート」の概要を発表。
  - 7月25日 - ニコニコ堂の残存23店舗を引き継ぐ新会社ゆうあいマート設立。
  - 10月1日 - ニコニコドーの営業をゆうあいマートへ移行、社員も転籍。当社は不動産管理会社となる。
- 2007年（平成19年）2月25日 - イズミの関連会社であるゆめタウン熊本に吸収合併され、解散[14]。
- 2008年（平成20年）9月 - 「ゆめタウン熊本」が「イズミ」本体に吸収合併[35]。
- 2010年（平成22年）3月 - 最後まで「ニコニコドー」の店名で営業を継続していた松島店が「ゆめマート松島店」へ店名を変更し、ニコニコ堂が完全に消滅[33]。

## かつて存在した店舗
- 太字はイズミグループに引き継がれ、現存する店舗。
- ▲はニコニコドーからニコニコドースーパーバリューになり、後にニコニコドーの名称に戻った店舗。
- ×は解体された店舗。
- ビッグウェイ - 郊外型ディスカウントストア[17]。生鮮品の取り扱いはなし。
- スーパーバリュー - 食品ディスカウントストア[26]
- Books24 - 24時間営業の書店[47]
- ゆめマート熊本も参照のこと。

### 熊本県

#### 熊本市

##### 中央区
- 上通店（熊本市上通町1-15[36]、1960年（昭和35年）11月10日開店[36] - 1999年（平成11年）3月28日閉店[48][48]）

売場面積130m2 → 760m2。
取扱商品：衣料品。
当社の1号店の衣料品スーパーで、熊本では初めてセルフサービスを導入。
- （初代）下通店（熊本市下通1-4-9[50]、1964年（昭和39年）5月19日開店[51] - ?閉店）

売場面積380m2。
- （2代目）下通店（熊本市下通1[53]、1971年（昭和46年）5月20日開店[53] - ?閉店）

7階建ての店舗だった。
- （3代目）下通店（熊本市下通3-7[54]、1982年（昭和57年）11月開店[55]）

売場面積298m2
- ジョーシン下通り店（熊本市下通り[17]）

上新電機のフランチャイズで出店した家電量販店。
- リバティ下通り店（熊本市下通[47]）

雑貨専門店。
- メロディハウス下通り店（熊本市下通[47][56]、?開店 - 1999年（平成11年）3月28日閉店[48]）

売場面積100m2
売上高1億5000万円（昭和53年）
ミュージックテープ・CD専門店。
- モガドール上通店（熊本市上通[56]）

売場面積396m2
売上高2億5000万円（昭和53年）
- モガドール下通店（熊本市下通[56]）

売場面積230m2
売上高2億5000万円（昭和53年）
- チープシック新市街店（熊本市新市街[56]）

売場面積115m2
売上高2億円（昭和53年）
- モガドール新市街店

婦人服専門店。
- 新市街メロディハウス[8]

- ザ・ファインビル店（熊本市手取本町4-12[57]）

家電量販店へ業態転換。
- 川鶴店（熊本市大江1-10-26[59]、1977年（昭和52年）2月開店[60]）

延床面積2,954m2、売場面積1,180m2 → 1,307m2。
売上高10億円（昭和53年）
- 江津店（熊本市出水4-403-2[59]、1975年（昭和50年）11月開店[55]）

延床面積1,399m2、売場面積985m2 → 1,177m2>。
売上高12億円（昭和53年）
- 江津2号店（熊本市出水5-704-3[64]、1982年（昭和57年）12月開店[55]）

売場面積298m2
1984（昭和50年）10月2日にニコニコ堂労働組合が店内に移転した。
※現・江津店の道を挟んだ向かい側 店舗跡は、同仁堂（1F・ドラッグストア）・歯科、美容室（2F）→ミーツ江津ゆめマート別棟店
- 砂取店（熊本市出水2-2-37[54]、1979年（昭和54年）11月開店[60][65]）

売場面積214m2。
- 南熊本店×（熊本市南熊本1-9-27[60]、1976年（昭和51年）4月開店[60]）

延床面積6,771m2、売場面積1,156m2 → 1,497m2 → 4,169m2
売上高18億円（昭和53年）
店舗跡は、建物解体 → 複合商業施設「Actyくまもと」（後にマリモへ経営権が移り、「MRRくまもと」へ改称）※ただし、立体駐車場部分は解体せずにそのまま使用し、2020年現在も現存。
- ビッグウェイ南熊本店

売場面積567m2。
- 三軒町店（熊本市黒髪1-9-33[60]、1977年（昭和52年）9月開店[60]）

売場面積298m2
売上高2億5000万円（昭和53年）
- 京町店（熊本市京町本町98-3[54]）

- 渡鹿店（熊本市大江町渡鹿5-15-29[60]、1977年（昭和52年）10月開店[60]）

売場面積298m2
売上高3億2000万円（昭和53年）
- 新町店（熊本市新町2-12-21[67]、1970年（昭和45年）10月8日開店[68] - ?閉店）

延床面積1,275m2
売場面積548m2 → 650m2。
売上高8億円（昭和53年）
- 城東店（熊本市上林町1-25[70]、1977年（昭和52年）11月開店[63]）

売場面積270m2 → 290m2。
売上高4億5000万円（昭和53年）
店舗跡は、イワサキグループエース並木坂店天水店

##### 東区
- 健軍店×（熊本市若葉町1-32-21[60]、1968年（昭和43年）4月29日開店[51] - ?閉店）

売場面積1,695m2 → 1,982m2。
駐車台数60台。
売上高18億円（昭和53年）
衣料品の他に、当社で初めて食料品の販売を行った。
店舗跡は、建物解体 → パチンコ店
健軍商店街（現・ピアクレス）の中に所在した。
- メロディハウス健軍店（熊本市健軍町[71]）

売場面積79.22m2
- 東町店（熊本市健軍町中尾口4044-1[57]）

じじや（居酒屋） → 九州すし市場（回転寿司）→じじや（回転寿司、居酒屋）
- 日赤通り店（熊本市健軍町字水洗2432[60]、1980年（昭和55年）4月開店[65]）

売場面積297m2。
売上高3億円（昭和53年）
- 帯山店（熊本市健軍町南古庭窪1853-1[60]、1976年（昭和51年）6月開店[60]）

延床面積2,132m2、売場面積1,474m2。
売上高18億円（昭和53年）
- 渡瀬店▲（熊本市帯山1-19-20[70]、1987年（昭和62年）12月開店[63]）

売場面積718m2。
ドラッグイレブン帯山店
- 秋津店（熊本市秋津町秋田3446-28[70]）

- 東野店×（熊本市、1983年（昭和58年）4月開店[55]）

売場面積298m2
店舗跡は、地場スーパー → 地場スーパー → 建物解体 → ローソン熊本東野三丁目店
- 尾ノ上店（熊本市尾ノ上1-34-7[54]、1979年（昭和54年）9月開店[60]）

売場面積270m2
- 桜木店 → スーパーバリュー桜木店×（熊本市花立3-13-11[60]、1976年（昭和51年）4月開店[60]）

延床面積1,284m2
売場面積892m2 → 1,151m2
売上高12億5000万円（昭和53年）
- 託麻店（熊本市保田窪本町1162-1[54]、1978年（昭和53年）4月開店[60]）

延床面積1,131m2
売場面積560m2 → 700m2
売上高5億3000万円（昭和53年）
ニコニコドー研修センター → ディスカウントドラッグコスモス託麻店
- ビッグウェイ東バイパス店（熊本市西原3-3-22[73]、1982年（昭和57年）8月開店[73][74] - ?閉店）

延床面積11,749m2、売場面積8,400m2。
熊本市東バイパス沿い
1996年（平成8年）3月期に増床
2000年（平成12年）に家電量販店コジマが出店することになった。
- 下南部店（熊本市下南部2-1-50[70]、1984年（昭和59年）12月開店[63]）

売場面積292m2
店舗跡は、エブリワン下南部店
- ビッグウェイリカーセンター店（熊本市新南部町3-10-48[57]）

- サンピアンシティーモール（熊本市上南部2-2-2[70]、1996年（平成8年）6月28日開店[77]）

敷地面積約78,000m2、延床面積28,736m2、売場面積27,680m2。
店舗跡は、イズミの「」が全面改装してゆめタウンサンピアンとして営業を継承した。

##### 南区
- 日吉店（熊本市日吉1-8-21[70]、1980年（昭和55年）12月開店[80]）

売場面積1,257m2。
- 高江店（熊本市高江町1194[54]、1980年（昭和55年）12月開店[55]）

売場面積298m2
- 高江2号店（熊本市高江町1250-10[54]、1981年（昭和56年）6月開店[55]）

売場面積298m2
- 田迎店▲（熊本市出仲間7-3-35[81]、1977年（昭和52年）4月開店[60]）

延床面積1,881m2
売場面積1,224m2 → 1,577m2。
売上高15億円（昭和53年）
店舗跡は、イワサキグループエース田迎店
- 萩原店×（熊本市）

店舗跡は、ドラッグストアコスモス田迎店　※ 2008年（平成20年）建替えに伴い解体
- クリスタルモールはません（熊本市田迎町田井島中の割70[82]、1998年（平成10年）2月20日開店[82]）

開業時点では、SSMのニコニコドーとディスカウントストアのビッグウェイの2業態で出店。
敷地面積約90,100m2、延床面積55,658m2、売場面積22,735m2（当社16,031m2）飲食1,718m2、サービス6,078m2。
店舗跡は、ゆめタウンはません
- - ビッグウェイはません店（熊本市）

クリスタルモールはません内に入居していたが、ニコニコドー時代に撤退。
- 八幡店×▲（熊本市八幡町5-14-33[70]、1984年（昭和59年）12月開店[63]）

売場面積498m2
店舗跡は、ドラッグストアコスモス川尻店→2012年下期に閉店後、解体。跡地はファミリーマート。
- 飽田店（熊本市砂原町479[70]、1983年（昭和58年）10月開店[55]）

売場面積2,055m2。
- 近見店[85]→ 近見店衣料部×（熊本市近見町2439[86]、1983年（昭和58年）4月開店[55]）

売場面積299m2
店舗跡は、熊本ゼミナール近見校 → リニューアルピアノ専門店「ピアノタウン熊本南」（大谷楽器近見教室）→2015年6月に解体開始、跡地はセブンイレブン

##### 西区
- 上熊本店（熊本市上熊本3-233-18[87]、1993年（平成5年）4月開店[87]）

売場面積2,965m2。
- ジョーセイ店[60] → 島崎店（熊本市島崎2-16-33[88][70]、1977年（昭和52年）1月開店[60]）

売場面積2,486m2。
- 春日店（熊本市春日4-29-1[60]、1980年（昭和55年）5月開店[60]）

売場面積300m2。
- 小島店（熊本市小島上町字神ノ前1657[54]、1981年（昭和56年）4月開店[55]）

売場面積298m2
- 城西店[90]

- 新土河原店（熊本市）

店舗跡は、業務用製品卸店「ラップス熊本」。

##### 北区
- 武蔵ヶ丘店（熊本市武蔵ヶ丘1-2-51[88]、1979年（昭和54年）10月開店[3][91] - ?閉店）

当社初の総合スーパーとして、衣料品と食料品のみならず、住居関連商品や家電などの販売も行った。
売場面積4,750m2 → 6,471m2。
駐車台数600台。
- 出町店（熊本市池田1-14-8[54]、1979年（昭和54年）6月開店[60]）

売場面積270m2。
- 清水店（熊本市清水町亀井27-6[54]、1978年（昭和53年）10月開店[60]）

延床面積728m2
売場面積427m2 → 562m2
売上高4億円（昭和53年）
- 新地店（熊本市清水町新地杉下1911-1[54]、1977年（昭和52年）11月開店[60]）

売場面積280m2
売上高3億5000万円（昭和53年）
- 堀川店（熊本市清水町八景水谷1086[54]、1977年（昭和52年）8月開店[60]）

売場面積298m2
売上高3億円（昭和53年）
- 本町店（熊本市清水本町34-28[60]、1978年（昭和53年）7月開店[60]）

売場面積214.5m2
売上高8500万円（昭和53年）
- 楠店（熊本県龍田町上立田1248[60]、1975年（昭和50年）4月開店[3][63] - ?閉店）

延床面積2,440m2、売場面積1,286m2 → 1,497m2、駐車台数約150台。
売上高26億円（昭和53年）
楠団地内に出店していた食品・日用品・衣料品を扱う店舗で夜9時まで営業していた。
1996年（平成8年）7月26日に食品ディスカウントストア「スーパーバリュー」へ業態転換

#### 益城
- ましき店（上益城郡益城町寺迫字榎町1212[95]）

売場面積2,550m2。
- 城南店（下益城郡城南町大字阿高327-1[54]、1981年（昭和56年）12月開店[55]）

売場面積485m2。
- 小川店×（下益城郡小川町大字河江八の坪98-1[70]<現・宇城市小川町>）

建物解体 → セブン-イレブン

#### 荒尾市
- 荒尾店・ビッグウェイ荒尾店×（荒尾市荒尾字平原3466[54]、1980年（昭和55年）10月開店[91][49]）

売場面積650m2 → 2,700m2。駐車台数約600台。
三井グリーンランドに近い郊外立地で、DIY用品や家電、カー用品など当時広域商圏が見込めた商品の品揃えを充実させた店舗として開業した。
ニコニコドーはあらおシティモール開店に伴い、移転のため閉店。跡地にビッグウェイが旧ニコニコドーフロアを拡張して営業を続けていたが、約1年後に閉店し閉鎖。
長い間建物はそのままにされていたが解体され、現在は駐車場跡を含め住宅地へ、旧入口は拡張・延長され市道となっている。
- あらおシティモール（荒尾市田迎町田井島中の割70[96]、1997年（平成9年）4月25日開店[96]）

敷地面積約89,000m2、延床面積約42,000m2、売場面積23,459m2（当社11,618m2）、駐車台数約2,000台。
ホームセンターサンコー（5,037m2）や鶴屋百貨店（1,500m2）と共に出店していた。
運営母体の「荒尾シティプラン（株）」は、当社とホームセンターサンコー、鶴屋百貨店という核店舗の運営会社の他、荒尾市も出資していた。
店舗跡は、ゆめタウンあらお → ゆめタウンシティモール
- 野原店（荒尾市野原早馬1268-1[70]、1983年（昭和58年）10月開店[55]）

売場面積298m2
建物解体 → エブリワン野原店 → ファミリーマート荒尾野原店

#### 八代
- ビッグウェイ八代店（八代市横手町字源代1152[72][97]、1997年（平成9年）11月21日開店[98]）

売場面積654m2 → 6,712m2。
- 八代本野店（八代市本野町字西道善寺2301-1[70][99]、1993年（平成5年）12月1日開店[100]）

延床面積5,714m2、売場面積4,497m2（当社3,312m2）。
- 鏡店×（八代郡鏡町1142-2[101]<現・八代市>、1976年（昭和51年）11月開店[60]）

売場面積1,480m2 → 6,409m2） → 建物解体
売上高13億5000万円（昭和53年）
1996年（平成8年）4月18日に既存のスーパーを改装して、ディスカウントストアを増設し、新装開店した。

#### 阿蘇
- 阿蘇店（現・阿蘇市黒川横井ノ本1536-2[70]）

売場面積2,711m2。
- 内牧店[85]（阿蘇郡阿蘇町大字内牧字西前無田1065-1[103]<現・阿蘇市>、1983年（昭和58年）7月開店[55]）

売場面積800m2
- NEXT店（阿蘇町<現・阿蘇市>）※衣料品のみ

#### 宇城市
- 三角店（宇城市三角町三角浦1159-127[104]、1988年（昭和63年）3月開店[104]）

売場面積1,421m2。
店舗跡は、「ゆうあいマート」が継承。

#### 玉名市
- スーパーバリュー天水店 → 天水店（玉名郡天水町部田見字参番2263[106]（<現・玉名市>））

売場面積2,340m2。
店舗跡は、ホームセンターサンコー天水店 → ホームセンターダイキ天水店 → DCM天水店

#### 天草
- 牛深店（天草市牛深町大池田1545-5[107]、1995年（平成7年）6月開店[107][63]）

売場面積2,627m2。
- 松島店（上天草市松島町合津7915-21[88]）

2010年（平成22年）3月に「ゆめマート松島店」へ店名を変更。
- 大矢野店（大矢野町[108]、1979年（昭和54年）開店[108]）

売場面積298m2、駐車場170台。
天草五橋の開通に合わせて作られたバイパス沿いに出店。パチンコ店を併設していた。
- 登立店（大矢野町[108]、1983年（昭和58年）9月開店[55]）

売場面積298m2、駐車場10台。
天草五橋の開通に合わせて作られたバイパス沿いに出店。

#### 人吉市
- 人吉店（人吉市上薩摩瀬町園田880[70]、1995年（平成7年）11月17日開店[109]）

延床面積12,196m2、売場面積6,494m2。

#### 球磨郡
- 多良木店（球磨郡多良木町大字多良木1385-2[70]、1981年（昭和56年）5月開店[55][112]）

延床面積2,892m2、売場面積2,187m2>。
1996年（平成8年）3月期に増床

#### 菊池郡
- （初代）菊南店（菊池郡西合志町須屋1936-1[113]、1977年（昭和52年）12月開店[60]）

売場面積298m2
売上高5億5000万円（昭和53年）
- （2代目）菊南店（菊池郡西合志町須屋上の原1934-2[114] (現・合志市須屋1936-1[88]）、1991年（平成3年）7月6日開店[115]）

延床面積10,172m2、売場面積8,016m2（当社6,364m2）。
店舗跡は、ホームプラザナフコ菊南店・ハローデイ菊南店→ドン・キホーテ合志店・ハローデイ菊南店
- 恵楓園店（菊池郡合志町大字栄3976[70]、1995年（平成7年）7月開店[116]）

国立療養所菊池恵楓園入所者自治会の購買部事業を継承し、開店した。
- 三里木店（菊池郡菊陽町津久礼石坂2205-1-4-5[54]、1982年（昭和57年）9月開店[55]）

売場面積298m2
- すずかけ台店▲（菊池郡菊陽町大字津久礼北八久保4063-1[70]、1985年（昭和60年）12月開店[80]）

売場面積499m2。
- 大津店[85]（菊池郡大津町、1982年（昭和57年）12月開店[55]）

売場面積501m2
- - 大津2号店[85]（菊池郡大津町、1982年（昭和57年）12月開店[55]）

売場面積298m2

#### 山鹿市
- 山鹿店（山鹿市熊入町字西田172-1[70][88]、1973年（昭和48年）7月開店[118]）

延床面積1,744m2、売場面積1,201m2。
店舗跡は、「ゆうあいマート」が継承。現在はゆめマート山鹿店。
- ビッグウェイ山鹿店（山鹿市大字古閑字十三部1006-5[119]、1996年（平成8年）11月1日開店[120]）

延床面積9,072m2、売場面積6,615m2。
東山鹿店
ゆめマート東山鹿店

### 福岡県
- ウィズユー店 → 大牟田店（大牟田市大字甘木2-1[70]）

1996年（平成8年）3月期に出店
マルミヤストア大牟田店
- - ウィズユー本館 → ビッグウェイ大牟田店

100円ショップダイソー大牟田店
- 新宮店（糟屋郡新宮町大字原上1812-1[70]、1994年（平成6年）10月開店[121]）

売場面積8,149m2。
店舗跡は、トライアル新宮店
- ビッグウェイ新宮店（新宮シティモール[123]、1997年（平成9年）11月7日開店[123]）

ナフコ福岡東店
- ビッグウェイ太宰府店 → 太宰府店 → ビッグウェイシティモール太宰府店（太宰府市大字大佐野字篠原46-1[124]、1995年（平成7年）12月6日開店[125] - 2000年（平成12年）5月末閉店[126]）

延床面積15,834m2、売場面積11,478m2（当社6,674m2）。
店舗跡は、ニトリ太宰府店・ルミエール太宰府店
一度ニコニコドーとなった後、再びビッグウェイとなった店舗だった。
- 大川ショッピングセンター（大川市大字坂井字反々524[127]）

延床面積約33,377m2、売場面積23,862m2（当社19,310m2）。

### 佐賀県
- 鳥栖店（鳥栖市轟木町1173[70][128]、1994年（平成6年）10月28日開店[128]）

敷地面積50,145m2、売場面積20,300m2（ニコニコドーとビッグウェイ13,946m2）
烏栖シティモール開業時点では、総合スーパーのニコニコドーとディスカウントストアのビッグウェイの2業態で出店し、60店舗の専門店街を併設していた。
1995年（平成7年）11月21日に別棟にゲームセンターとカラオケ店、ボウリング場などからなる複合型娯楽施設「テクモピア」が開業した。
2000年（平成12年）に家電量販店コジマが出店することになった。
店舗跡は、イズミが2003年（平成5年）に「ゆめタウン鳥栖」を開業した後、2010年（平成12年）4月にスーパーセンターへ業態変更して「スーパーセンターイズミ鳥栖店」となったものの、2013年（平成15年）6月2日に閉店となった。また、2013年（平成15年）3月24日に家電量販店コジマも閉店した。
店舗跡は、2015年（平成17年）7月2日に複合商業施設「ライフガーデン鳥栖」が開業し、ディスカウントストアのダイレックス、家電量販店のケーズデンキなどが出店することになった。

### 長崎県
- ビッグウェイ大村店（大村市杭出津2-744-1[70]、1993年（平成5年）8月6日開店[17]）→ ニコニコドー大村店

敷地面積約18,000m2。
売場面積4,050m2。
平屋建て。
店舗跡は、ゆめタウン大村（数カ月で閉店） → エレナ大村中央店・ナフコ南大村店

### パチンコ店
- 下通店[8]（熊本市下通1-4[133]ニコニコビル1階[134]）
- 上通店[8]（熊本市上通町）
- 新町店[8]（熊本市新町）
- 健軍店[8]（熊本市若葉町）
- 鏡店[8]（八代郡鏡町）
- 菊南店[8]（菊池郡西合志町）
- 大矢野店（大矢野町[108]）

## 国内関連会社
- （株）オートラマ熊本[18]
- （株）ダイヤ企画[18]
- 未来建設（株） - 店舗やビルの建設会社として創業したのち、「未来ホーム」のブランドで住宅事業にも進出した[135]。
- （株）ニコニコドーロジテック - 物流センター運営[136]
- 大一 - 水産物商社[137]

## 中華人民共和国
1986年（昭和61年）に香港のグッドホープビルディングを約40億円で買収し、その賃料及び一部フロアの売却代金を合わせた合計33億円を再投資する形で、中国本土の事業への出資を行っていたが、1999年（平成11年）に中国事業から撤退。

### 香港
- 微笑堂（香港）有限公司（香港[139]、貸しビル[139]）

1986年（昭和61年）9月設立。
1986年（昭和61年）にグッドホープビルディングを約40億円で買収し、運営していた不動産会社。（ビルの敷地面積2,000m2、地上9階建て）
合計33億円を再投資する形で、中国本土の事業への出資を行っており、中国事業の投資母体となっていた。

### 中国本土

#### 桂林市
- 桂林微笑堂実業発展有限公司（百貨店[141]、資本金400万ドル[141]、出資比率50％[141]）
  - 桂林微笑堂商厦（1997年（平成9年）6月15日開店[44][45]）

延床面積約48,000m2、営業面積28,564m2（売場面積23,796m2）、駐車場40台、駐輪場1,000台。
- 地下1階・地上8階建ての百貨店で[44][45]、7階と8階は倉庫と事務所となっていた[45]。

- 桂林寳館股份有限公司（ホテル[142]）
  - ホリデイイン桂林（1987年開業[143]）

客室数295室[143]。

#### 北京市
- 北京国際芸苑有限公司（ホテル[142]、出資比率49%[144]）
  - ホリデイイン・クラウンプラザ北京（王府井[143][144]、1991年10月25日開業[144]）

客室数385室[143]。
地下1階・地上9階建てのホテルで、飲食店街やスポーツ施設、ビジネスセンター、ギャラリーなども併設していた[144]。
- 北京麗旦有限公司（延慶県[145]、衣料品縫製業[142]、出資比率35%[146]）
延床面積9,174m2[145]、ミシン472台[145]、従業員570名[145]。
ブルゾン類を年間62万枚生産し、約8割を日本向けに出荷[146]。
1992年（平成4年）に合弁で開設[147]。
- 北京華笑有限公司（密雲県[145]、衣料品縫製業[142]、出資比率33%[146]）
延床面積1,992m2[145]、ミシン136台[145]、従業員160名[145]。
パンツ類を年間35万枚生産し、全量を日本向けに出荷[146]。
1992年（平成4年）に合弁で開設[147]。
- 北京通日紡織品服務有限公司（商社[142]）
1995年（平成7年）9月に北京総合物流センターを開設[41]

#### 上海市
- 上海海崙賓館有限公司（ホテル[142]）
  - ホテル・ソフィテル・ハイランド上海（南京東路[143]、1993年1月開業[148]）

客室数400室[143]。

#### 浙江省
- 旦旦有限公司（諸歷市[142]、縫製工場[139]）
子供服やパジャマ等行う工場で、1985年（昭和60年）に合弁で開設[147]。

#### 大連市
- 大連連旦針織有限公司（縫製工場[139]）
ニット製品製造[149]
- 大連銀帆賓館
開発区の中心に位置し、事務所利用の常宿客が過半だった[149]。

## 企業スポーツ
1981年（昭和56年）に、林瑞栄の発案による社会人野球部を創設したのが始まりである。
同部には佐伯真貴（元・熊本ゴールデンラークスコーチ兼捕手）やビクトル・メサ（2013年WBCキューバ代表監督）らが、所属していた。
1987年（昭和62年）に女子陸上競技部を開設。
同年に岐阜で行われた全日本実業団対抗女子駅伝競走大会で熊本県植木町出身の松野明美が12人抜き。
その後も松野明美の活躍で当社は全国的にも知られる存在となった。
また、中国からも有力な女子陸上選手が入部するなどしていた。
地元熊本出身の岡田正裕が監督に就任。
全日本実業団対抗女子駅伝競走大会でも第10回大会（1990年（平成2年））の3位を始め上位入賞の経歴を持っている。
3番目に作られたラグビー部は、ニュージーランドからの助っ人を獲得するなどして、Aクラスとなっていた。
同部には藤井雄一郎（現・静岡ブルーレヴズ監督）らが所属していた。
全国社会人ラグビーフットボール大会戦績
| 回 | 年度 | 地区   | 成績           | 試 | 勝 | 分 | 敗 | 得 | 失  | 差   | 備考                         |
| -- | ---- | ------ | -------------- | -- | -- | -- | -- | -- | --- | ---- | ---------------------------- |
| 49 | 1996 | 西日本 | 予選プール敗退 | 3  | 0  | 0  | 3  | 60 | 244 | -184 | ニコニコドーのチーム名で出場 |
| 50 | 1997 | 西日本 | 予選プール敗退 | 3  | 0  | 0  | 3  | 69 | 181 | -112 |                              |
| 51 | 1998 | 西日本 | 予選プール敗退 | 3  | 0  | 0  | 3  | 84 | 154 | -70  |                              |